# Fekete György (orvos, 1944)
Fekete György (Budapest, 1944. szeptember 21. – 2024. szeptember 13.) magyar orvos, gyermekgyógyász, humángenetikus, egyetemi tanár, professzor emeritus. A II. sz. Doktori Bizottság, a Klinikai I. Tudományos Bizottság, a Doktori Tanács I. klinikai orvostudományi szakbizottság tagja volt. Az orvostudományok kandidátusa (1981), az orvostudományok doktora (1992).

## Életpályája
1962–1968 között a Budapesti Orvostudományi Egyetem hallgatója volt. 1968-tól a Semmelweis Egyetem II. sz. Gyermekgyógyászati Klinikáján dolgozott. 1972–1973 között Marburgban volt tanulmányúton. 1978-ban München-Neuherbergben tett tanulmányutat. 1981-ben kandidátusi fokozatot szerzett. 1987–1988 között Indianapolisban tanulmányúton volt. 1993-tól egyetemi tanár volt. 1993–1997 között a Magyar Humángenetikai Társaság főtitkára volt. 1994–2009 között a Semmelweis Egyetem II. sz. Gyermekklinika tanszékvezető igazgatója volt. 1994–2000 között a Magyar Tudományos Akadémia közgyűlési képviselője volt. 2000–2004 között a Magyar Gyermekorvosok Társaságának elnöke volt. 2005-től a Semmelweis Egyetem Tudományos Etikai Bizottságának tagja volt. 2007–2015 között a Semmelweis Egyetem Klinikai Genetika Szakmai Grémiumának elnöke volt. 2013-tól a Semmelweis Egyetem Kerpel-Fronius Ödön Tehetséggondozó Tanács elnöke volt. 2014-től professzor emeritus volt.
Kutatási területe a klinikai genetika, a kromoszóma-rendellenességek és a daganatképződés összefüggései. Molekuláris, genetikai diagnosztika alkalmazása a gyermekgyógyászatban.

## Művei
- Congenital chromosome aberrations and tumour predisposition (1990)
- Semmelweis Orvostudományi Egyetem Jubileumi Évkönyve 1769-1994 (1995)
- Tabularium paediatriae (főszerk., 2000)
- Jubileumi évkönyv, 1885–2010. 125 éves a Tűzoltó Utcai Gyermekklinika, a volt Fehér Kereszt Gyermekkórház; szerk. Fekete György; SE ÁOK II. Gyermekklinika, Budapest, 2010

## Díjai
- a Magyar Tudományos Akadémia Díja (1973)
- a Magyar Tudományos Akadémia Ifjúsági Díja (1977)[6]
- a SOTE Kiváló Oktatója (1994)
- Széchenyi professzor ösztöndíj (1997-2000)
- Schöpf-Mérei Ágoston-díj (2004)[6]
- Batthyány-Strattmann László-díj (2005)
- Heim Pál emlékelőadás díja (2005)[5]
- George Weber-díj (2007)
- Kerpel-Fronius Ödön-emlékérem (2008)
- Pro Universitate díj (2009)[5]
- A Magyar Érdemrend tisztikeresztje (2013)[6]
- A Magyar Érdemrend középkeresztje (2022)[7]
- Pro Universitate Életműdíj (posztumusz, 2024)[8]